# U-373
| U-373                      | U-373                                                          | U-373                                                          |
| -------------------------- | -------------------------------------------------------------- | -------------------------------------------------------------- |
|                            |                                                                |                                                                |
|                            |                                                                |                                                                |
|                            |                                                                |                                                                |
| Під прапором               | Третій рейх                                                    | Третій рейх                                                    |
| Спуск на воду              | 5 квітня 1941 року                                             | 5 квітня 1941 року                                             |
| Виведений зі складу флоту  | 8 червня 1944 року                                             | 8 червня 1944 року                                             |
| Сучасний статус            | затоплений                                                     | затоплений                                                     |
| Проєкт                     |                                                                |                                                                |
| Тип ПЧ                     | Торпедний ДПЧ                                                  | Торпедний ДПЧ                                                  |
| Основні характеристики     |                                                                |                                                                |
| Швидкість (надводна)       | 17,7 вузлів                                                    | 17,7 вузлів                                                    |
| Швидкість (підводна)       | 7,6 вузлів                                                     | 7,6 вузлів                                                     |
| Робоча глибина занурення   | 100 м                                                          | 100 м                                                          |
| Гранична глибина занурення | 220 м                                                          | 220 м                                                          |
| Екіпаж                     | 44 осіб                                                        | 44 осіб                                                        |
| Розміри                    |                                                                |                                                                |
| Довжина найбільша (по КВЛ) | 67,1 м                                                         | 67,1 м                                                         |
| Ширина корпусу найб.       | 6,2 м                                                          | 6,2 м                                                          |
| Висота                     | 9,6 м                                                          | 9,6 м                                                          |
| Середня осадка (по КВЛ)    | 4,70 м                                                         | 4,70 м                                                         |
| Водотоннажність надводна   | 769 т                                                          | 769 т                                                          |
| Озброєння                  |                                                                |                                                                |
| Артилерія                  | одна палубна гармата калібру 88-мм, одна 20-мм зенітна гармата | одна палубна гармата калібру 88-мм, одна 20-мм зенітна гармата |
| Торпедно- мінне озброєння  | 4 носових і один кормовий ТА. 14 торпед або 26 мін             | 4 носових і один кормовий ТА. 14 торпед або 26 мін             |

U-373 — німецький підводний човен типу VIIC, часів Другої світової війни.
Замовлення на будівництво човна було віддане 23 вересня 1939 року. Човен був закладений на верфі суднобудівної компанії «Howaldtswerke AG» у місті Кіль 8 грудня 1939 року під будівельним номером 4, спущений на воду 5 квітня 1941 року, 22 травня 1941 року увійшов до складу 3-ї флотилії.
Човен зробив 13 бойових походів, в яких потопив 3 судна.
Потоплений 8 червня 1944 року в Біскайській затоці західніше Бреста (48°10′ пн. ш. 05°31′ зх. д. / 48.167° пн. ш. 5.517° зх. д.) глибинними бомбами британського бомбардувальника «Ліберейтор». 4 члени екіпажу загинули, 47 врятовані.

## Командири
- Капітан-лейтенант Пауль-Карл Лезер (22 травня 1941 — 25 вересня 1943)
- Оберлейтенант-цур-зее Детлеф фон Лестен (26 вересня 1943 — 8 червня 1944)

## Потоплені та пошкоджені кораблі[3]
| Назва            | Тип            | Належність      | Дата            | Тоннаж (БРТ) | Вантаж                       | Статус    | Місце                                                       |
| Mount Lycabettus | вантажне судно | Греція          | 17 березня 1942 | 4 292        | Пшениця                      | потоплено | 40°51′ пн. ш. 59°18′ зх. д. / 40.850° пн. ш. 59.300° зх. д. |
| Thusobank        | вантажне судно | Велика Британія | 22 березня 1942 | 5 575        | 7 839 т генеральних вантажів | потоплено | 38°05′ пн. ш. 68°30′ зх. д. / 38.083° пн. ш. 68.500° зх. д. |
| John R. Williams | буксир         | США             | 24 червня 1942  | 396          |                              | потоплено | 38°45′ пн. ш. 74°50′ зх. д. / 38.750° пн. ш. 74.833° зх. д. |